# Max collectionneur de chaussures
Pour plus de détails, voir Fiche technique et Distribution.
Max collectionneur de chaussures est un court métrage muet réalisé par Max Linder en 1912 et sorti en 1914.

## Résumé
Au bord de la mer, Max en compagnie de son chien remarque et suit une ravissante jeune fille qui pêche la crevette. Comme elle a retiré ses chaussures pour être plus à l'aise, Max, pour plaisanter, lui dérobe une chaussure. La jeune fille s'énerve et Max fait semblant de s'énerver également et il lance à l'eau le précieux mocassin. Croyant que son maître veut jouer le chien part à la recherche du soulier et le ramène à Max qui s'endort sur la plage. Mais le chien s'est mis dans la tête de ramener toutes les godasses qu'il peut trouver (à l'hôtel, dans la rue, dans les décharges...) si bien que Max se réveille sous un monceaux de chaussures.

## Fiche technique
- Réalisation : Max Linder
- Scénario : Max Linder et Armand Massard
- Production : Pathé Frères
- Format : Noir et blanc — 35 mm — 1,33:1 -  film muet
- Métrage : 290 m
- Genre : court métrage comique
- Durée : 11 min 18 s
- Première présentation :
  -  France - 9 février 1914

## Distribution
- Max Linder : Max
- (Le chien Sultan)
- (Maud, la jeune femme)
- (L'homme qui veut mettre la chaussure de Maud)